# Carlos Manarelli
Carlos Alexandre Manarelli (Paraná, 13 februari 1989) is een Braziliaans voormalig professioneel wielrenner.
Hij werd in 2011 Braziliaans kampioen op de weg en tijdrijden bij de beloften. 

## Overwinningen
2009
GP Industrie del Marmo
2010
2e etappe Giro della Regione Friuli Venezia Giulia
2011
 Braziliaans kampioen tijdrijden, Beloften
 Braziliaans kampioen op de weg, Beloften
2014
2e en 3e etappe Ronde van Paraná
Eind- en puntenklassement Ronde van Paraná
2015
Copa América de Ciclismo

## Ploegen
- 2007 –  Scott-Marcondes Cesar-Fadenp São José dos Campos
- 2013 –  Funvic Brasilinvest-São José dos Campos
- 2014 –  Funvic Brasilinvest-São José dos Campos
- 2015 –  Funvic-São José dos Campos
- 2016 –  Funvic Soul Cycles-Carrefour

Diniz · Gohr · Junior · Manarelli · May · Médici · M.Morandi · F.Morandi · Nazaret · Nicácio · Rogelin · N.Santos · C.Santos · R.Silva · V.Silva · Tavares
Braga · Bulgarelli · Cabrera · Cardoso · Chamorro · Costa · Diniz · Fiorilli · Garnero · Junqueira · Manarelli · Nazaret · Nicácio · Panizo · Pereira · Pinheiro · A.Santos · D.Santos · Sidoti
Almeida · Braga · Bulgarelli · Cardoso · Chamorro · Diniz · Fialho · Garnero  · Manarelli · Nazaret · Nicácio · L.Pereira · Pinheiro · Ramos · Ribeiro · Rincón · Sánchez · A.Santos · D.Santos · Tamayo
Affonso · Almeida · Braga · Bulgarelli · Cardoso · Chamorro · Díaz · Diniz · Garnero · Gaspar · Manarelli · Nazaret · Pereira · Pinheiro · Ramos · A.Santos · D.Santos
Affonso · Almeida · Bulgarelli · Cardoso · Chamorro · Diniz · Gaspar · Mahler · Manarelli · Nazaret · Nicácio · Piedra · Pinheiro · Quirino · Ramos · Urtasun · Machado (stagiair) · Mendonça (stagiair) · Rincón (stagiair)